# Jacint Humet i Palet
Jacint Humet i Palet (Badalona, 1921 - Barcelona, 21 d'abril de 2011) fou un jugador d'hoquei sobre patins i polític català.

## Trajectòria
Era membre d'una extensa família de germans i cosins vinculats a l'hoquei patins, germà de Marc Humet.
Fou un dels pioners del Cerdanyola Club d'Hoquei, fundat el 1936. Amb el Cerdanyola guanyà el Trofeu Germans Pironti l'any 1941. L'any 1943 fitxà pel RCD Espanyol, on coincidí amb el seu germà Marc Humet.
Amb l'Espanyol fou campió de Catalunya i guanyà el primer campionat d'Espanya celebrat el 1944.

## Palmarès
Cerdanyola CH
- Trofeu Germans Pironti:
  - 1941

RCD Espanyol
- Campionat de Catalunya:
  - 1944
- Campionat d'Espanya:
  - 1944